# Списак улица Раковице (Београд)
| Списак улица Раковице        | | |                             |
| назив улице                  | личност/догађај/топоним по којој је названа | стари назив/и                                                                                            | део града/насеље            |
| 1. шумадијске бригаде        | Прва шумадијска бригада НОВЈ | — | Канарево брдо               |
| 11. крајишке дивизије        | Једанаеста крајишка дивизија НОВЈ | — | Петлово брдо, Лабудово брдо |
| 13. октобра                  | 13. октобар 1944. године Ресник ослобођен од Немаца                                                                                                 | — | Ресник                      |
| 14. октобра                  | 14. октобар 1944. године Раковица ослобођена од Немаца                                                                                              | — | Кнежевац                    |
| 17. октобра                  | 17. октобар 1944. године Жарково ослобођено од Немаца                                                                                               | — | Кнежевац                    |
| 2. септембра                 | 2. септембар 1941. године, | Железничка, до 1954. године                                                                              | Кнежевац                    |
| 21. маја                     | 21. мај, до 1994. славио се као дан Југословенског ратног ваздухопловства                                                                           | — | Раковица                    |
| 4. априла                    | 4. април, дан студената Београдског Универзитета | — | Ресник                      |
| 5. козарске                  | Пета козарска бригада | — | Петлово брдо                |
| 6. личке дивизије            | Шеста личка дивизија | — | Канарево брдо               |
| 8. септембра                 | 8. септембар 1940. излет комуниста на Кошутњак | — | Ресник                      |
| 8. црногорске бригаде        | Осма црногорска бригада | Божидара Станојевић, до 1972. године                                                                     | Канарево брдо               |
| А                            | | |                             |
| Александра Војиновића        | Александар Војиновић, борац НОР | — | Ресник                      |
| Антона Чехова                | Антон Павлович Чехов (1860-1904), руски књижевник                                                                                                   | Народног хероја Милисава Влајића, до 1962. године                                                        | Лабудово брдо               |
| Аџине Ливаде                 | Аџине Ливаде, локални топоним | — | Канарево брдо               |
| Б                            | | |                             |
| Бањички пут                  | насеље Бањица | — | Канарево брдо               |
| Благојевићев пролаз          | Милан Благојевић Шпанац (1905-1941), Народни херој                                                                                                  | Милана Благојевића Шпанаца , до 1989. године                                                             | Канарево брдо               |
| Блазнавчева                  | Миливоје Петровић Блазнавац (1824-1873), државник и генерал                                                                                         | — | Раковица                    |
| Богдана Жерајића             | Богдан Жерајић (1886-1910), члан Младе Босне | Ивана Југовића, до 1948. године                                                                          | Миљаковац                   |
| Боже Бауцала                 | Божо Бауцал (?-1997), учесник Првог и Другог светског рата                                                                                          | Буђонијева, до 2004. године                                                                              | Петлово брдо                |
| Боже Јеремића                | Божидар Божа Јеремић (1911-1942), учесник НОР-а | Козарачка до 1954. године                                                                                | Видиковац                   |
| Божидара Стојановића         | Божидар Стојановић Дренички (1914-1944), учесник НОР и Народни херој                                                                                | — | Канарево брдо               |
| Божидара Тимотијевића        | Божидар Тимотијевић (1932-2001) књижевник | — | Раковица                    |
| Бојана Ђордумовића           | Бојан Ђордумовић | Милана Премасунца, до 2004. године                                                                       | Миљаковац                   |
| Боривоја Милојевића          | Боривоје Ж. Милојевић (1885-1967), географ и универзитетски професор                                                                                | — | Лабудово брдо, Кијево       |
| Борска                       | град Бор | — | Миљаковац , Канарево брдо   |
| Браће Јеремић                | Александар (1911-1943) и Миливоје(1920-1943) Јеремић, учесници НОР-а                                                                                | — | Ресник                      |
| Браће Маринковић             | Мирослав и Андрија Маринковић, учесници НОР-а | — | Раковица                    |
| Брђанска                     | локални топоним | — | Ресник                      |
| Брестовачка                  | Брестовац | — | Ресник                      |
| Бродараца                    | Бродарци, бродарски радници на Чукарици | — | Кнежевац                    |
| Бубањских жртава             | Бубањ, брдо код Ниша | — | Петлово брдо                |
| Булевар Патријарха Павла     | Патријарх Павле (1914-2009) | Раковички пут, од 2010. године                                                                           | Раковица                    |
| В                            | | |                             |
| Вараждинска                  | Вараждин, град у Хрватској | Палих бораца 1. део, до 1988. године                                                                     | Ресник                      |
| Варешка                      | Вареш, град у БиХ | — | Миљаковац , Канарево брдо   |
| Велизара Станковића          | Велизар Станковић Веца(1922-1942), Народни херој | — | Миљаковац, Канарево брдо    |
| Великозабранска              | Велики забрани, комплекс земљишта на југозападној страни Раковице                                                                                   | Јосипа Теларевића 2. део, до 1986. године                                                                | Ресник                      |
| Вељка Рамадановића           | Вељко Рамадановић (1874-1943), педагог и социјални радник                                                                                           | — | Видиковац                   |
| Венац Милице Вучетић Трепуше | Милица Вучетић (1920-1944), Народни херој | — | Лабудово брдо               |
| Видиковачки венац            | насеље Видиковац | Партизанска, до 2004. године                                                                             | Видиковац                   |
| Вишевачка                    | Вишевац, село код Раче | Милоша Великог, до 1930. године                                                                          | Раковица                    |
| Водице                       | Водице, локални топоним | — | Раковица                    |
| Војислава Радовановића       | Војислав Радовановић (1894-1957), универзитетски професор и научник                                                                                 | — | Ресник                      |
| Врбаска                      | град Врбас | — | Ресник                      |
| Врбничка                     | Врбник, место на острву Крку у Хрватској | — | Раковица                    |
| Вукасовићева                 | Вид Вулетић Вукасовић(1853-1933), књижевник и етнограф                                                                                              | — | Миљаковац, Канарево брдо    |
| Г                            | | |                             |
| Гајски пут                   | Гај, локални топоним | — | Ресник                      |
| Генерала Згоњанина           | Жарко Згоњанин (1916-1970), учесник НОБ-а и генерал-потпуковник ЈНА                                                                                 | — | Петлово брдо                |
| Георгија Острогорског        | Георгије Острогорски (1902-1976), византолог | — | Петлово брдо                |
| Годоминска                   | Годомин, предео у Србији око доњег тока Велике Мораве                                                                                               | Скојевска , до 2004. године                                                                              | Раковица                    |
| Голи брег                    | Голи брег, локални топоним | — | Ресник                      |
| Гочка                        | планина Гоч | — | Лабудово брдо, Петлово брдо |
| Грегорчићева                 | Симон Грегорчич (1944-1906), словеначки песник | — | Канарево брдо               |
| Гуслара Перуна               | Петар Перуновић (1880-1952), народни гуслар | — | Миљаковац 3                 |
| Гусларска                    | Гуслар, свирач на гуслама | — | Раковица                    |
| Д                            | | |                             |
| Делови                       | Делови, део Ресника | — | Ресник                      |
| Димитрија Котуровића         | Димитрије Котуровић Кот (1910-1944), шпански борац,пуковник француске војске, национални херој Француске                                            | — | Миљаковац                   |
| Димитрија Вученова           | Димитрије Вученов (1911-1986), историчар књижевности, универзитетски професор                                                                       | — | Кијево                      |
| Др Аћима Медовића            | Аћим Медовић (1815-1893), лекар и писац | — | Ресник                      |
| Др Миливоја Петровића        | Миливоје Петровић (1877-1938), санитетски пуковник                                                                                                  | — | Раковица                    |
| Драгослава Петровића         | Драгослав Петровић (1923-1944), учесник НОБ-а, стрељан у Јајинцима                                                                                  | Славка Миљковића 4. део, до 1984. године                                                                 | Ресник                      |
| Душана Пуђе                  | Душан Пуђа (1922-1973), учесник НОБ-а | — | Кијево                      |
| Душице Спасић                | Душица Спасић (1949-1972) , медицинска сестра | Александра Војиновића 2. део, до 1984. године                                                            | Ресник                      |
| Ђ                            | | |                             |
| Ђује и Драгољуба             | Драгољуб (1926-1944) и Ђуја (1924-1944) Алексић, брат и сестра, учесници НОБ-а, погинули заједно у борби за ослобођење Београда                     | — | Петлово брдо                |
| Е                            | | |                             |
| Едварда Грига                | Едвард Хагеруп Григ (1843-1907), норвешки композитор                                                                                                | — | Ресник                      |
| З                            | | |                             |
| Зелењак                      | Зелењак, падина у Ресника | — | Ресник                      |
| И                            | | |                             |
| Ивана Мичурина               | Иван Владимирович Мичурин (1855-1935), руски биолог                                                                                                 | — | Канарево брдо               |
| Иванградска                  | Беране, град у Црној Гори | Александра Војиновића 3. део, до 1988. године                                                            | Ресник                      |
| Ивањичка                     | град Ивањица | — | Ресник                      |
| Илије Радојевића             | Илија Радојевић (1922-1980), учесник НОП-а | — | Ресник                      |
| Ј                            | | |                             |
| Јагодинска                   | град Јагодина | — | Петлово брдо                |
| Јанковић Стојана             | Стојан Јанковић, котарски ускок и јунак народних песама                                                                                             | Службени пут, до 1930. године                                                                            | Раковица                    |
| Јелезовачка                  | Јелезовац, поток у Реснику | Славка Миљковића 5. део , до 1986. године                                                                | Ресник                      |
| Јосипа Теларевића            | Јосип Теларевић | — | Ресник                      |
| Јужноморавска                | река Јужна Морава | Александра Војиновића 4. део, до 1988. године                                                            | Ресник                      |
| К                            | | |                             |
| Какањска                     | Какањ град у БиХ | — | Раковица                    |
| Калиновичка                  | Калиновик град у Републици Српској, БиХ | 13. октобра 2. део, до 1988. године                                                                      | Ресник                      |
| Каменац                      | Каменац, локални топоним | — | Ресник                      |
| Канарево брдо                | насеље Канарево брдо | — | Канарево брдо               |
| Кнежевачка                   | насеље Кнежевац | Маршала Тита, до 1953. године                                                                            | Кнежевац                    |
| Кнеза Вишеслава(чланак)      | Вишеслав, први познати српски кнез | Краљевића Ђорђа, до 1930. године                                                                         | Видиковац                   |
| Копарска                     | Копар, град у Словенији | 13. октобра 3.део, до 1988. године                                                                       | Ресник                      |
| Корчагинова                  | Бранислав Николић Корчагин (1925-1944), учесник НОБ-а                                                                                               | — | Ресник                      |
| Космајског одреда            | Космајски партизански одред | — | Раковица                    |
| Косте Живковића (чланак)     | Коста Живковић (1861-1906), инжењер | — | Канарево брдо               |
| Краљице Јелене               | Јелена Анжујска, супруга српског краља Стефана Уроша I                                                                                              | Краљице Марије, до 1930. године                                                                          | Раковица                    |
| Кружни пут Кијево            | Кијево, насеље у Раковици | — | Кијево                      |
| Л                            | | |                             |
| Лабинска                     | Лабин, град у Хрватској | Славка Миљковића 3.део, до 1988. године                                                                  | Ресник                      |
| Лабуда Шћековића             | Лабуд Шћековић, политички комесар Шесте личке дивизије                                                                                              | Делови 3.део, до 1984. године                                                                            | Ресник                      |
| Летићева                     | Јелена и Владимир Летић, брачни пар, сарадници НОП-а                                                                                                | — | Кијево                      |
| Личинска                     | Личине, локални топоним | — | Ресник                      |
| Личких бригада               | Личке бригаде НОВЈ | — | Ресник                      |
| Луговачка                    | Лугови, локални топоним | Делови 1.део, до 1986. године                                                                            | Ресник                      |
| Луке Војводића               | Лука Војводић (1889-2001), професор | Нова Скојевска, до 2004. године                                                                          | Скојевско насеље            |
| Љ                            | | |                             |
| Љубише Јеленковића           | Љубиша Јеленковић | — | Ресник                      |
| Љубомира Ивковића Шуце       | Љубомир Ивковић Шуца (1910-1983), учесник НОБ-а и Народни херој                                                                                     | — | Петлово брдо                |
| М                            | | |                             |
| Мавровска                    | Маврово насеље у Македонији | — | Ресник                      |
| Малозабранска                | Мали забран, део Ресника | — | Ресник                      |
| Манастирска                  | Манастир Раковица | — | Ресник                      |
| Мандринска                   | Мандра, надимак сељака некадашњег власника | — | Ресник                      |
| Маричка                      | Марица, река у Бугарској, Грчкој и Турској | Престолонаследника Петра, до 1930. године                                                                | Раковица                    |
| Матије Гупца                 | Матија Губец (1538-1573), вођа Хрватско-словеначке сељачке буне                                                                                     | Гупчева, до 1943. године Облачић Рада до 1946. године                                                    | Канарево брдо               |
| Миладина Петровића           | Миладин Петровић (1922-1944), 19. октобра 1944. године истакао југословенску заставу на врх "Албаније" и симболично објавио да је Београд ослобођен | — | Петлово брдо                |
| Милана Бартоша               | Милан Бартош (1901-1974), правник | Брестовачка 1. део , до 1984. године                                                                     | Ресник                      |
| Милана Ђурића                | Милан Ђурић (1922-1944) , учесник НОБ-а | Тринаестог октобра, део, до 1984. године                                                                 | Ресник                      |
| Миле Димић                   | Мила Димић (1902-1942), глумица и књижевница | Ћирковићева , до 1949. године Грмечка, до 1970. године                                                   | Раковица                    |
| Милене Павловић Барили       | Милена Павловић Барили (1909-1945), сликарка | — | Ресник                      |
| Милице Српкиње               | Милица Стојадиновић Српкиња (1830-1878), песникиња                                                                                                  | Терзићева , до 1930. године                                                                              | Раковица                    |
| Милорада Драшковића          | Милорад Драшковић (1873-1921), правник и политичар                                                                                                  | Алије Алијагића ,, до 2005. године, Алија Алијагић, револуционар, извршио атентат на Милорада Драшковића | Петлово брдо                |
| Милоша Тенковића             | Милош Тенковић (1849-1890), српски сликар | Алије Алијагића 1. прилаз, до 2005. године                                                               | Петлово брдо                |
| Милутина Гарашанина          | Милутин Гарашанин | Кумровачка, до 2005. године                                                                              | Петлово брдо                |
| Миљаковачка                  | Миљаковац, насеље у Раковици | Вукасовићева 1. део, до 2005. године                                                                     | Миљаковац 3                 |
| Миљаковачке ливаде           | Миљаковац, насеље у Раковици | Вукасовићева 4. део, до 2005. године                                                                     | Миљаковац 3                 |
| Миљаковачке стазе            | Миљаковац, насеље у Раковици | Вукасовићева 2. део, до 2005. године                                                                     | Миљаковац 3                 |
| Миљаковачке шуме             | Миљаковац, насеље у Раковици | Вукасовићева 5. део, до 2005. године                                                                     | Миљаковац 3                 |
| Миљаковачки виногради        | Миљаковац, насеље у Раковици | Вукасовићева 6. део , до 2005. године                                                                    | Миљаковац 3                 |
| Миљаковачки извори           | Миљаковац, насеље у Раковици | Вукасовићева 3. део, до 2005. године                                                                     | Миљаковац 3                 |
| Миљаковачко брдо             | Миљаковац, насеље у Раковици | Вукасовићева 7. део                                                                                      | Миљаковац 3                 |
| Митра Бакића                 | Митар Бакић (1908-1960), Народни херој | Народног хероја Страшка Пинџурова , до 1962. године                                                      | Раковица                    |
| Михаила Станојевића          | Михаило М. Станојевић (1867-1929), педагошки радник                                                                                                 | — | Канарево брдо               |
| Мишка Крањца                 | Мишко Крањец (1908-1983), словеначки писац | Принца Томислав, до 1930. године , Крекова, до 1948. године                                              | Раковица                    |
| Моме Станојловића            | Момчило Станојловић (1916-1943), учесник НОР-а и народни херој                                                                                      | Пека Дапчевића, до 1953. године                                                                          | Кнежевац                    |
| Мраковичка                   | Мраковица, село код Приједора, БиХ | — | Петлово брдо                |
| Н                            | | |                             |
| Натошевићева                 | Ђорђе Натошевић (1821-1887), лекар и педагог | — | Канарево брдо               |
| Неготинска                   | град Неготин | Славка Миљковића 4. део, до 1988. године                                                                 | Ресник                      |
| Николе Мараковића            | Никола Мараковић Нина (1912-1943), учесник НОБ-а и Народни херој                                                                                    | — | Миљаковац                   |
| Нићифора Нинковића           | Нићифор Нинковић (1788-1850), писар и лични берберин кнеза Милоша Обреновића                                                                        | Кумровачка                                                                                               | Петлово брдо                |
| О                            | | |                             |
| Омладинско шеталиште         | — | — | Петлово брдо                |
| Опленачка                    | Опленац, брдо изнад Тополе | — | Петлово брдо                |
| Ослобођења                   | — | — | Кнежевац                    |
| Ослободилаца Раковице        | — | — | Раковица                    |
| П                            | | |                             |
| Павла Вујевића               | Павле Вујевић (1881-1966), географ, метеоролог, професор Универзитета                                                                               | — | Петлово брдо                |
| Палих бораца                 | Пали борци, погинули учесници НОР-а | — | Ресник                      |
| Патријарха Димитрија         | Патријарх Димитрије (1846-1930), српски патријарх                                                                                                   | Друм за манастир Раковицу, до 1979. године, Булевар ослободилаца Раковице, до 1986. године               | Раковица                    |
| Патријарха Јоаникија(чланак) | Свети Јоаникије II , први српски патријарх | Ратка Вујовића-Чоче, до 2004. године                                                                     | Видиковац                   |
| Пашинац                      | Пашинац, локални топоним | — | Ресник                      |
| Пере Велимировића            | Пера Велимировић (1848-1921), политичар | — | Канарево брдо               |
| Петра Јовановића             | Петар Јовановић (1893-1957), географ, универзитетски професор                                                                                       | — | Петлово брдо                |
| Петра Коњовића               | Петар Коњовић (1883-1970), композитор | — | Канарево брдо               |
| Пилота Михаила Петровића     | Михаило Петровић (1884-1913), српски пилот | — | Раковица                    |
| Пилота Ратка Јовановића      | Ратко Јовановић (1912-1944), мајор-авијатичар | — | Раковица                    |
| Пландишка                    | Пландиште, предео у Реснику | — | Ресник                      |
| Подавалска                   | Под-Авала,топоним у Реснику | Авалска, до 1986. године                                                                                 | Ресник                      |
| Првобораца                   | Првоборци, борци НОР-а од 1941. године па до завршетка рата                                                                                         | — | Кнежевац                    |
| Прњаворска                   | Прњавор, село код Шапца | — | Ресник                      |
| Пролетерска                  | Пролетаријат | — | Кијево                      |
| Р                            | | |                             |
| Рађевска                     | Рађевина, област у западној Србији | — | Ресник                      |
| Радована Самарџића           | Радован Самарџић (1922-1994), историчар | Кумровачка, пролаз 1                                                                                     | Петлово брдо                |
| Раковачки поток              | Раковица насеље у Београду | — | Ресник                      |
| Раковичка                    | Раковица насеље у Београду | — | Канарево брдо               |
| Расинска                     | Расина, река у Србији | — | Петлово брдо                |
| Ратка Софијанића             | Ратко Софијанић (1915-1968), Народни херој | — | Ресник                      |
| Рељковићева                  | Матија Антун Рељковић (1732-1798), хрватски песник                                                                                                  | — | Канарево брдо               |
| Реснички пут                 | Ресник, насеље у Београду | — | Ресник                      |
| Рибарчева                    | Стојан Рибарац (1855-1922), политичар и адвокат | — | Раковица                    |
| Розе Луксембург              | Роза Луксембург (1871-1919), теоретичарка марксизма                                                                                                 | — | Канарево брдо               |
| Рујица                       | Рујица, поток који се улива у Топчидерски реку | — | Раковица                    |
| С                            | | |                             |
| Саше Филиповића              | Саша Филиповић | — | Ресник                      |
| Секиљевачка                  | Секиљевац, извор у Реснику | Јосипа Теларевића 3.део, до 1986. године                                                                 | Ресник                      |
| Сентандрејска                | Сентандреја, град у Мађарској | Славка Миљковића 2.део, до 1991. године                                                                  | Ресник                      |
| Сердара Јанка Вукотића       | Јанко Вукотић (1866-1927) дивизијар црногорске и армијски генерал југословенске војске                                                              | — | Лабудово брдо               |
| Славка Миљковића             | Славомир Миљковић-Славко (1923-1944), учесник НОР-а                                                                                                 | — | Ресник                      |
| Славка Родића                | Славко Родић (1918-1949), Народни херој | — | Кнежевац                    |
| Славке Каљевић               | Славка Каљевић (1891-1976), учесник револуционарног покрета                                                                                         | Александра Војиновића 1.део, до 1986. године                                                             | Ресник                      |
| Славољуба Вуксановића        | Славољуб Вуксановић (1922-1943), Народни херој | — | Канарево брдо               |
| Снежане Хрепевник            | Снежана Хрепевник (1949-1981), атлетичарка | — | Раковица                    |
| Сретена Младеновића Мике     | Сретен Младеновић Мика (1916-1942), Народни херој                                                                                                   | — | Лабудово брдо               |
| Срзентићева                  | Милан Срзентић (1893-1914), капетан брода и национални борац                                                                                        | — | Канарево брдо               |
| Српских ударних бригада      | Бригаде, тактичке и оперативне јединице НОВЈ | — | Канарево брдо               |
| Станислава Винавера          | Станислав Винавер (1891-1955), књижевник | — | Ресник                      |
| Станка Пауновића Вељка       | Станко Пауновић Вељко (1907-1942), Народни херој | Намесника Гавриловића, до 1948. године                                                                   | Миљаковац                   |
| Старца Милије                | Старац Милија, Вуков певач | — | Раковица                    |
| Стевана Луковића             | Стеван Луковић (1877-1902), песник и социјалист | — | Раковица                    |
| Стевана Опачића              | Стеван Опачић (1923-1943), револуционар | — | Миљаковац                   |
| Стражевичка                  | Стражевица, брдо изнад Раковичког потока | — | Кнежевац                    |
| Суседградска                 | Суседград, средњовековна тврђава у предграђу Загреба                                                                                                | — | Видиковац                   |
| Т                            | | |                             |
| Тавчарева                    | Иван Тавчар (1851-1923), словеначки писац и политичар                                                                                               | Ивановићева, до 1940. године                                                                             | Канарево брдо               |
| Тодора Маринковића Солунца   | Тодор Маринковић Солунац | — | Ресник                      |
| Трепчанска                   | Трепча, рудник олова и цинка | — | Раковица                    |
| Трстењакова                  | Даворин Трстењак (1848-1921), хрватски педагог и књижевник                                                                                          | Лисичји поток, до 1946. године                                                                           | Канарево брдо               |
| Тузланска                    | Тузла, град у БиХ | — | Петлово брдо                |
| Тунелска                     | Тунел између Раковице и Остружнице | — | Раковица                    |
| У                            | | |                             |
| Урошевачка                   | Урошевац, град на Косову и Метохији | Славка Миљковића 7.део, до 1988. године                                                                  | Ресник                      |
| Усек Кијево                  | Кијево, насеље у Раковици | — | Кијево                      |
| Ф                            | | |                             |
| Франа Левстика               | Франце Левстик (1831-1887), словеначки књижевник | Грофа Бранковића, до 1948. године                                                                        | Канарево брдо               |
| Х                            | | |                             |
| Хајдук Вељкова               | Хајдук Вељко Петровић (1780-1813), устанички војвода                                                                                                | — | Кнежевац                    |
| Хајдук Вељково сокаче        | Хајдук Вељко Петровић (1780-1813), устанички војвода                                                                                                | — | Кнежевац                    |
| Хасанагинице                 | Хасанагиница, лик из истоимене народне баладе | Пере Велимировића, део, до 1949. године                                                                  | Канарево брдо               |
| Ц                            | | |                             |
| Црнојевића                   | Црнојевићи, владарска династија средњовековне државе Зете                                                                                           | Службени пут, до 1930. године                                                                            | Раковица                    |
| Ч                            | | |                             |
| Чајничка                     | Чајниче, град у БиХ | — | Петлово брдо                |
| Челебићка                    | Челебићи, место у околини Фоче | Пут за Радио станицу, до 1948. године                                                                    | Миљаковац , Канарево брдо   |
| Ш                            | | |                             |
| Шумарице                     | Шумарице, спомен-парк у знак сећања на жртве стрељања                                                                                               | — | Петлово брдо                |